# Paralepidonotus ampulliferus
Paralepidonotus ampulliferus är en ringmaskart som först beskrevs av Grube 1878.  Paralepidonotus ampulliferus ingår i släktet Paralepidonotus och familjen Polynoidae. Inga underarter finns listade i Catalogue of Life.